# Фрид, Ян Борисович
Ян Борисович Фрид (настоящее имя Яков Борухович Фридланд, 18 мая [31 мая] 1908, Красноярск, Российская империя — 19 декабря 2003, Штутгарт, Германия) — советский кинорежиссёр и сценарист. Крупнейший представитель советской музыкальной комедии 1950—1980-х годов.

## Биография
Родился 18 (31) мая 1908 года в Красноярске.
В 1932 году окончил режиссёрский факультет Ленинградского театрального института (мастерскую В. Н. Соловьёва), а в 1938 году — Киноакадемию при ВГИКе, где его наставником был Сергей Эйзенштейн.
С 1938 года режиссёр начал работать на киностудии «Ленфильм», где дебютировал короткометражным фильмом по рассказу А. П. Чехова «Хирургия». Затем поставил детскую приключенческую ленту «Патриот». Член ВКП(б) с 1939 года.
Участник Великой Отечественной войны с октября 1941 года. В январе 1944 — мае 1945 — начальник армейского Дома Красной Армии 15-й воздушной армии. Воевал на Ленинградском и 2-м Прибалтийском фронтах. Участвовал в обороне и снятии блокады Ленинграда, освобождении Прибалтики. Войну закончил в звании майора.
В начале 1950-х годов снимал документальные фильмы.
В 1953 году поставил фильм-спектакль «Любовь Яровая», в 1955 экранизировал «Двенадцатую ночь» У. Шекспира с блистательным актёрским составом (Михаил Яншин, Клара Лучко, Алла Ларионова, Василий Меркурьев, Георгий Вицин, Бруно Фрейндлих).
В дальнейшем снимал картины различных жанров, но с начала 1970-х годов специализировался в жанре музыкального кино, поставив музыкальный фильм «Прощание с Петербургом» о пребывании в России Иоганна Штрауса-сына.
Всесоюзное признание ожидало Яна Фрида после выхода на телеэкраны «Собаки на сене» (1977), снятой по пьесе Лопе де Вега, с Михаилом Боярским и Маргаритой Тереховой в главных ролях.
Большой успех ожидал фильмы Яна Фрида «Летучая мышь» (по оперетте И. Штрауса, 1979) с Юрием и Виталием Соломиными, Людмилой Максаковой; «Сильва» (по оперетте И. Кальмана, 1980) с Иваром Калныньшем; «Благочестивая Марта» (по Тирсо де Молина, 1980) с Маргаритой Тереховой и Эммануилом Виторганом; «Дон Сезар де Базан» с Анной Самохиной, Михаилом Боярским и Юрием Богатырёвым. Кроме упомянутых режиссёр поставил фильмы «Дорога правды» (1956), «Чужая беда» (1960), «Зелёная карета» (1967), «Вольный ветер» (1983), «Тартюф» (1992).
В 1932—1962 годах Фрид преподавал в Ленинградском театральном институте имени А. Н. Островского; с 1970 года был профессором ЛГК имени Н.А. Римского-Корсакова.
В 1981—1985 годах Ян Фрид преподавал актерское мастерство на факультете «режиссура музыкального театра» — ЛГК имени Н.А. Римского-Корсакова, одним из учеников Яна Борисовича был Михаил Тимофти.

### Эмиграция в Германию
В 1995 году Ян Фрид вместе с супругой Викторией Горшениной (много лет проработавшей в театре Аркадия Райкина) переехал на постоянное место жительства в Штутгарт (Германия).
Умер 19 декабря 2003 года и похоронен в Штутгарте.

## Награды
- Заслуженный деятель искусств Бурятской АССР (1951).
- два ордена Отечественной войны II степени (24 мая 1945 года; 6 апреля 1985 года).
- Орден Красной Звезды (30 августа 1944 года).
- Орден Трудового Красного Знамени (30 мая 1988 года) — за заслуги в развитии советского киноискусства и в связи с восьмидесятилетием со дня рождения[1].
- Орден Дружбы (22 ноября 2003 года) — за многолетнюю плодотворную деятельность в области культуры и искусства[2].
- медали.

## Фильмография

### Режиссёрские работы
- 1939 — Хирургия
- 1939 — Патриот
- 1940 — Возвращение
- 1953 — Любовь Яровая
- 1955 — Двенадцатая ночь
- 1956 — Дорога правды
- 1957 — Балтийская слава
- 1960 — Чужая беда
- 1964 — Весенние хлопоты
- 1967 — Зелёная карета
- 1971 — Прощание с Петербургом
- 1977 — Собака на сене
- 1979 — Летучая мышь
- 1980 — Благочестивая Марта
- 1981 — Сильва
- 1983 — Вольный ветер
- 1989 — Дон Сезар де Базан
- 1992 — Тартюф

### Сценарист
- 1955 — Двенадцатая ночь
- 1977 — Собака на сене
- 1979 — Летучая мышь
- 1980 — Благочестивая Марта
- 1981 — Сильва
- 1983 — Вольный ветер
- 1989 — Дон Сезар де Базан
- 1992 — Тартюф